# Gustave Visart de Bocarmé
Dieudonné Gustave Idesbald Visart de Bocarmé (Brussel, 30 juni 1796 - Thieu, 18 februari 1846) was lid van het Belgisch Nationaal Congres.

## Levensloop
Zijn grootvader, Louis-François Visart (1708-1756), graaf de Bury en de Bocarmé, was militair bij de grenadiers en achteraf schepen van Doornik. Hij was getrouwd met Eugénie de l'Esclatière (1711-1761). Ze hadden drie dochters: Victoire (1737-1803), priorin van de abdij Comtesse in Rijsel, Adélaïde (1751-1800), religieuze in de abdij van Vorst en Julie (1753-1827). 
Hun zoon was Gustave Visart (1751-1841). Hij trouwde met Marie-Claire du Chasteler (1753-1820) die hem veertien kinderen schonk, onder wie vier zoons die trouwden:
- Julien Visart (1787-1851) trouwde met markiezin en heraldisch schilderes Ida du Chasteleer (1797-1873), vriendin van Honoré de Balzac. Zij waren de ouders van 'le seigneur de Bury' Hippolyte Visart de Bocarmé (1818-1851) die zijn schoonbroer vermoordde en er voor ter dood werd veroordeeld en geëxecuteerd.
- Ferdinand Visart (1788-1886) burgemeester van Bury en volksvertegenwoordiger, getrouwd met Marie de Moucheron (1803-1879)
- Marie Jean Visart de Bocarmé (1794-1855), burgemeester van Sint-Kruis bij Brugge, getrouwd met Marie de Man (1802-1883) en vader van Amedée Visart de Bocarmé (1835-1924), burgemeester van Brugge en volksvertegenwoordiger
- Graaf Dieudonné Gustave Visart, die trouwde met Isabelle Fontaine du Joncquoy (1800-1868). Ze hadden vier dochters.

Het is deze laatste die werd verkozen tot plaatsvervangend lid van het Nationaal Congres voor het arrondissement Zinnik. Hij werd effectief lid op 10 april 1831 in opvolging van de ontslagnemende Théodore d'Yve de Bavay. Hij stemde voor Leopold van Saksen Coburg als staatshoofd en voor de aanvaarding van het Verdrag der XVIII artikelen. Voor het overige liet hij, als laattijdig lid, weinig van zich horen, tenzij door een stevige redevoering om zijn stem voor de XVIII artikels te rechtvaardigen.
Hij werd provincieraadslid voor Henegouwen en burgemeester van Thieu.
Dieudonné Gustave Visart trouwde in 1821 met Isabelle Fontaine du Joncquoy (1800-1868). Ze hadden vier dochters, van wie de jongste Hidolphine Visart(1835-1924) trouwde met haar volle neef Emile Visart de Bocarmé (1833-1919).